# Hermann Pöge
Friedrich Hermann Pöge (* 19. November 1840 in Körlitz (heute zu Lossatal); † 10. Dezember 1894 in Chemnitz) war ein deutscher Unternehmer, der das erste elektrotechnische Unternehmen Sachsens gründete.

## Leben
Pöge absolvierte eine Ausbildung zum Mechaniker in der Fabrik wissenschaftlicher Apparate von Franz Hugershoff in Leipzig und arbeitete ab 1866 bei verschiedenen Chemnitzer Unternehmen, so auch als Meister bei der späteren Maschinenfabrik Kappel.
1869 wurde sein Sohn Willy Pöge geboren.
Am 1. Mai 1874 gründete er mit der Chemnitzer Telegraphenbauanstalt Hermann Pöge das erste elektrotechnische Unternehmen Sachsens. Zunächst baute er mit einem Lehrling in der Bodenkammer seines Wohnhauses Klingel- und Telegrafenanlagen. Im folgenden Jahr zog er in das Gebäude Zwickauer Straße 81 und begann auch mit dem Bau von Blitzableitern.
Als er 1877 von der Erfindung des Telefons erfuhr, importierte er erst einige Apparate aus den USA und baute sie später selbst nach. 1880 zog er in das Haus Brückenstraße 31 und stieg auf maschinelle Fertigung um. Mit seinem Chefingenieur Emil Gottfried Fischinger begann er auch mit der Produktion von Dynamomaschinen.
1881 trat er der Chemnitzer Naturwissenschaftlichen Gesellschaft bei und besuchte die Internationale Elektrizitätsausstellung 1881 in Paris. Im Wintersemester 1886/1887 hörten er und sein Sohn Willy als Gasthörer Vorlesungen im Fach Elektrotechnik bei Adolf Ferdinand Weinhold. In dieser Zeit hatte er über 40 Angestellte und Monteure.